# Jane Harber
Jane Harber es una actriz australiana, más conocida por interpretar a Zara Perkich en la serie Offspring.

## Carrera
En 1997 apareció como invitada en la quinta temporada de la serie policíaca Blue Heelers, donde dio vida a la joven Chloe Bassetti.
En 2000 se unió al elenco recurrente de la popular serie australiana Neighbours, donde interpretó a la estudiante Bianca Nugent hasta 2002. En 2008 se unió al elenco de la popular serie Underbelly, donde interpretó a Susie Moloney.
En 2010 se unió al elenco de la serie australiana Offspring, donde interpretó a la enfermera y partera Zara Perkich. Ese mismo año interpretó nuevamente a Zara ahora en la miniserie The Nurses, la cual fue un spin-off de Offspring.
En 2012 se unió al elenco de la primera temporada de la serie cómica A Moody Christmas, donde interpretó a Cora Benson. En 2013 apareció regularmente en The Elegant Gentleman's Guide to Knife Fighting un sketch de comedia de la ABC. En 2014 se unió al elenco de la serie The Moodys, la cual es una secuela de la serie "A Moody Christmas", donde interpreta nuevamente a Cora Benson. Ese mismo año apareció en la miniserie Never Tear Us Apart: The Untold Story of INXS, donde interpretó a Michelle Bennett, la novia de Michael Hutchence.

## Filmografía

### Series de televisión
| Año             | Título                                        | Personaje            | Notas                        |
| --------------- | --------------------------------------------- | -------------------- | ---------------------------- |
| 2018 - presente | Back in Very Small Business                   | -                    |                              |
| 2010 - 2017     | Offspring                                     | Zara Perkich         | 86 episodios                 |
| 2017            | St Francis                                    | Zara                 | miniserie                    |
| 2017            | High Expectasians                             | Directora de Casting | episodio "The Audition"      |
| 2014            | The Moodys                                    | Cora Benson          | 8 episodios                  |
| 2014            | Never Tear Us Apart: The Untold Story of INXS | Michelle Bennett     | 2 episodios - miniserie      |
| 2013            | Miss Fisher's Murder Mysteries                | Clara Whiting        | episodio "Framed For Murder" |
| 2012            | A Moody Christmas                             | Cora Benson          | 6 episodios                  |
| 2012            | House Husbands                                | Georgina Rivers      | episodio # 1.4               |
| 2010            | Lowdown                                       | Lucy/Joss            | episodio "Project Runaway"   |
| 2010            | The Nurses                                    | Zara Perkich         | miniserie                    |
| 2008            | Underbelly                                    | Susie Money          | 10 episodios                 |
| 2005            | The Secret Life of Us                         | Zdenka Milanovic     | 2 episodios                  |
| 2000 - 2002     | Neighbours                                    | Bianca Nugent        | 28 episodios                 |
| 1997 - 1998     | Raw FM                                        | Susan Mulholland     | 3 episodios                  |
| 1997            | Blue Heelers                                  | Chloe Bassetti       | episodio "Sisterly Love"     |

### Películas
| Año  | Título                | Personaje  | Notas                                                                                         |
| ---- | --------------------- | ---------- | --------------------------------------------------------------------------------------------- |
| 2009 | Oxygen                | Chloe      | corto - junto a Richard Davies, Jeremy Kewley, Xander Speight, Stephen Bird & Belinda Bortone |
| 1997 | The Last of the Ryans | Lyn Hughan | junto a Richard Roxburgh, Zoe Bertram, Tom Long & Tony Barry                                  |

### Apariciones
| Año  | Programa                                        | Notas       |
| ---- | ----------------------------------------------- | ----------- |
| 2013 | The Elegant Gentleman's Guide to Knife Fighting | 3 episodios |

### Teatro
| Año  | Obra           | Personaje       | Director (a)   | Teatro | Notas                                                                   |
| ---- | -------------- | --------------- | -------------- | ------ | ----------------------------------------------------------------------- |
| 2006 | City of Angels | Alaura Kingsley | Peter Mattessi | -      | junto a Mark Doggett, Paul Gartside, Nicolette Minster & Adrian Portell |